# Erwan Manac'h
Pour les articles homonymes, voir Manac'h.
Erwan Manac'h né le 2 octobre 1971 à Brest est un footballeur français. Il évoluait au poste de défenseur de la fin des années 1980 au début des années 2000.

## Biographie
Formé au Brest AFC, il joue son premier match de Ligue 1 le 21 avril 1990 lors d'une victoire trois buts à zéro contre l'OGC Nice. Après une première saison professionnel où il compte vingt-et-un matchs, il quitte son club formateur pour rejoindre l'AS Monaco. Lors de sa première saison au club de la principauté, il ne joue que trois matchs alors que le club termine à la seconde place du championnat. La saison suivante, il est prêté au SAS Epinal qui évolue alors en Division 2. Il y joue vingt-cinq matchs mais ne réussit toujours pas à s'imposer lors de son retour à Monaco et participe à seulement quatre matchs en deux saisons. 
Il rejoint finalement le Toulouse FC en 1994 pour évoluer en deuxième division pendant deux saisons.
En 1996, il rejoint le FC Sochaux où il devient un titulaire en puissance. Deux saisons après son arrivée, le club termine à la troisième place et retrouve la première division. Mais le retour dans l'élite est difficile pour Sochaux qui termine dix-septième et redescend immédiatement. L'objectif est clair, le club cherche à retrouver la première division au plus vite et la quatrième place la saison suivante l'y encourage. Sochaux sera finalement champion de D2 l'année suivante en 2001. Après onze matchs en Division 1, la saison suivante, Manac'h se blesse gravement et après de longs mois aux soins, il prend sa retraite sportive à l'age de 31 ans.

## Carrière de joueur
- 1989-1991 :  Brest Armorique FC
- 1991-1992 :  AS Monaco
- 1992-1993 :  SAS Épinal
- 1993-1994 :  AS Monaco
- 1994-1996 :  Toulouse FC
- 1996-2002 :  FC Sochaux[1]

## Statistiques
- 61 matchs et 0 but en Ligue 1
- 225 matchs et 10 buts en Ligue 2

## Palmarès

### Stade brestois
- Vainqueur de la Coupe Gambardella en 1990

#### AS Monaco
- Vice-champion de France en 1992

#### FC Sochaux
- Champion de France de Division 2 en 2001

## Distinctions personnelles
- Nommé dans l'équipe type de Division 2 en 1998 aux Trophées UNFP[2].